# Володарське (Ленінградська область)
Володарське (рос. Володарское) — селище у Лузькому районі Ленінградської області Російської Федерації.
Населення становить 1057 осіб. Належить до муніципального утворення Володарське сільське поселення.

## Історія
Згідно із законом від 28 вересня 2004 року № 65-оз належить до муніципального утворення Володарське сільське поселення.

## Населення
| 1838  | 1862 | 1961 | 1965 | 1990  | 1997  | 2007  |
| ----- | ---- | ---- | ---- | ----- | ----- | ----- |
| 343   | ↘203 | ↗423 | ↘200 | ↗1035 | ↗1261 | ↘1205 |
| 2010  |      |      |      |       |       |       |
| ↘1057 |      |      |      |       |       |       |